# Cold Case (1.ª temporada)
| # | Título                                                             | Estreia EUA             | Estreia SBT         | Cód. de produção |
| --- | ------------------------------------------------------------------ | ----------------------- | ------------------- | ---------------- |
| 1 | "Um Crime Esquecido" "Look Again"                                  | 28 de setembro de 2003  | 19 de março de 2010 | 102              |
| Lilly Rush encontra Bonita Jakarta, empregada que diz ter testemunhado um homicídio a mais de 25 anos, em 1976. Com essa nova pista, Lilly reabre o caso e descobre a arma do crime e começa a suspeitar que dois privilegiados irmãos, Todd e Eric Whitley, são os responsáveis pela morte de Jill. Determinada a descobrir a verdade, Lilly terá que se unir aos Whitleys para confrontar o obscuro passado deles, apesar da oposição dos envolvidos no caso, incluindo a mãe da vítima. - Músicas tocadas: - "More Than a Feeling" - Boston - "You Sexy Thing" - Hot Chocolate - "I'm Not in Love" - 10cc - "Soul Searching" - Soul Hooligan - "Have You Ever Seen the Rain?" - Creedence Clearwater Revival Após o desfecho do caso,Lilly vê o espírito da vítima em frente ao prédio do Departamento de Policia De Philadelphia. - Música do Início: "More Than a Feeling", da banda Boston - Música Final: "Have You Ever Seen the Rain", do Creedence Clearwater Revival. - O episódio foi baseado no caso Martha Moxley, adolescente assassinada em 1975. |                                                                    |                         |                     |                  |
| 2 | "A Bomba" "Gleen"                                                  | 5 de outubro de 2003    | 22 de março de 2010 | 104              |
| A noiva de um bombeiro pede a ajuda de Lilly para provar que um criminoso confesso, posto em liberdade por um outro crime, é o responsável pela morte da primeira mulher de seu noivo, em 1983, quando a mãe da menina (na época com seis anos), que foi morta num atentado a bomba passa a perseguir o criminoso. Durante a investigação, Lilly descobre evidências que podem inocentar Albert enquanto a leva diretamente para o verdadeiro assassino, o pai da menina que já é adulta. - Músicas tocadas: - "Owner of a Lonely Heart" - Yes - "True" - Spandau Ballet - "Hold Me Now" - Thompson Twins - "Total Eclipse of the Heart- Bonnie Tyler - "Straight From the Heart" - Bryan Adams Após o desfecho do caso, a Filha da vítima vê o espírito da sua mãe olhando para ela, enquanto o assassino está sendo levado para o carro preso. - Música do Início: "Owner of a Lonely Heart", by Yes - Música Final: "Straight From the Heart", de Bryan Adams. |                                                                    |                         |                     |                  |
| 3 | "Ele Voltou" "Our Boy is Back"                                     | 12 de outubro de 2003   | 23 de março de 2010 | 105              |
| Rush confronta um velho caso que o detetive Ronnie foi incapaz de resolver na Filadélfia de 1998, envolvendo um estuprador que atacava mulheres solteiras. Quando o estuprador manda uma carta à equipe de detetives anunciando que ele retornou à Filadélfia após cinco apos e planeja atacar novamente, Rush e Ronnie tentam prendê-lo antes que ele consiga agir. - Músicas tocadas: - "How's It Going To Be" - Third Eye Blind - "When You're Gone" - The Cranberries - "Heroes" - The Wallflowers Após o desfecho do caso, Vera que era a responsável pelo caso sem solução durante anos, vê o espírito da vítima no arquivo de casos resolvidos do Departamento de Polícia de Filadélfia. - Música do Início: "How's It Going To Be", by Third Eye Blind - Música Final: "Heroes", de The Wallflowers. - O episódio foi baesado no caso real de Troy Graves. |                                                                    |                         |                     |                  |
| 4 | "Religioso" "Churchgoing People"                                   | 19 de outubro de 2003   | 24 de março de 2010 | 107              |
| Quando Caroline Bayes, uma mulher sofrendo da doença de Alzheimer, tem flashbacks da morte de seu marido em 1990, Rush reabre o caso em questão. Durante sua investigação, Rush descobre algo errado com a cena do crime quando ela encontra o corpo da vítima, Mitchell "Mitch" Bayes, que trabalhava na igreja local, que foi encontrado num beco entre uma pilha de roupas, drogas e revistas pornográficas. No fim Rush descobre que Caroline era uma mulher abusiva que transformou a vida da família em um inferno, ao ponto de matar a vítima quando este se recusou a obedecer. - Músicas tocadas: - "Faith" - George Michael - "Never Gonna Give You Up" - Rick Astley - "I Get Weak" - Belinda Carlisle - "Live To Tell" - Madonna A filha da vitima vê seu pai na sala da antiga casa trazendo um milk shake é sorrindo para ela como ele sempre fazia. - Música do Início: "Faith", de George Michael. - Música Final: "Live to Tell", de Madonna. |                                                                    |                         |                     |                  |
| 5 | "Redenção" "The Runner"                                            | 26 de outubro de 2003   | 25 de março de 2010 | 114              |
| Um caso de 1973 sobre a morte não resolvida de um jovem agente policial, Joe Washington, que foi assassinado após responder a uma chamada sobre tráfico de drogas. A vítima tinha um passado secreto, envolvido com traficantes, Quando uma nova evidência do caso é entregue por uma mulher aparentemente drogada, Lily decide investigar o caso. Joe foi morto pelo amigo de infância, Mason Tucker, tentando proteger uma garota de ser iniciada no tráfico. - Músicas tocadas: - "Midnight Train To Georgia" - Gladys Knight & the Pips - "Jungle Boogie" - Kool & The Gang - "I'm Gonna Love You Just A Little More, Baby" - Barry White - "Let's Stay Together" - Al Green - "If You Want Me to Stay" - Sly and the Family Stone - "Time Has Come Today" - Chambers Brothers - "You Are The Sunshine Of My Life" - Stevie Wonder - "Lean On Me" - Bill Withers Lilly vê a vítima, que lhe faz um sinal de paz, no bar Jones Tavern onde antes uma mulher não era bem vinda. - Música do Início: "Midnight Train to Georgia", de Gladys Knight & the Pips - Música Final: "Lean On Me", de Bill Withers. - Livremente inspirado pelo assassinato de Daniel Faulkner por Mumia Abu-Jamal. |                                                                    |                         |                     |                  |
| 6 | "Amor e Ódio" "Love Conquers Al"                                   | 9 de novembro de 2003   | 25 de março de 2010 | 101              |
| Lilly reabre um caso quando um presidiário que tenta reduzir sua pena, relata uma conversa que ele ouviu há 22 anos, revelando que o homem errado foi culpado pela morte de uma garota de 16 anos. - Músicas tocadas: - "Keep On Lovin' You" - REO Speedwagon - "Who Can It Be Now?" - Men at Work - "Urgent" - Foreigner - "The Best of Times" - Styx - "Bette Davis Eyes" - Kim Carnes - "Every Woman in the World" - Air Supply - "She's Got A Way about her" - Billy Joel Lilly vê a vítima correr na pista de atletismo e ela sorri para Lilly. - Música do Início: "Keep On Loving You", de REO Speedwagon - Música Final: "She's Got a Way", de Billy Joel. - Livremente baseada no assassinato em 1995 de Adrienne Jones, por Diane Zamora e David Graham. |                                                                    |                         |                     |                  |
| 7 | "Tempo de Odiar" "A Time to Hate"                                  | 16 de novembro de 2003  | 26 de março de 2010 | 109              |
| Uma mulher de 75 anos pede a ajuda de Lilly para que a justiça seja feita na morte de seu filho, vítima de preconceito sexual nos anos 60. À beira da morte, a mulher acredita que a polícia nunca tenha realmente investigado o caso, porque ela tinha vergonha do estilo de vida de seu filho, e devido às repercussões que isso teria na época para a sociedade. - Músicas tocadas: - "Shoop Shoop Song (It's in His Kiss)" - Betty Everett - "Remember (Walkin' In The Sand)" - Shangri-Las - "I Love You, I Love You (I Will Never Let You Go)" - Ray Charles - "Town Without Pity" - Gene Pitney - "Turn! Turn! Turn! (To Everything There Is a Season)" - The Byrds Lilly, a mãe da vítima, o amante da vítima e o ex-policial que foi a testemunha chave do crime que ajudou a resolver o caso vê a vítima na cena do crime. A vítima e sua mãe, troca um sorriso, enquanto a vítima e sua parte amante dão um abraço. - Música do Início: "The Shoop Shoop Song (It's In His Kiss)", de Betty Everett. - Música Final: "Turn! Turn! (To Everything There Is a Season)", por The Byrds. |                                                                    |                         |                     |                  |
| 8 | "O Vôo" "Fly Away"                                                 | 30 de novembro de 2003  | 29 de março de 2010 | 108              |
| Lilly e Scotty reabrem um caso envolvendo uma jovem mulher que acordou do coma sem nenhuma memória da morte de sua filha, e que misteriosamente pressentiu a morte dela. Os investigadores são levados até um homem desconhecido que fugiu do prédio momentos após o crime e uma ligação anônima descreve parcialmente esse suspeito. No final, o homem que ameaçou a mãe e a menina antes do crime, é acusado de várias práticas de abuso sexual contra menores contra dezenas de meninas com menos de 12 anos. - Músicas tocadas: - "Sleep" - Azure Ray - "Hemorrhage (In My Hands)" - Fuel - "Heaven (Candlelight Mix)" - DJ Sammy & Yanou feat. Do A mãe da vítima vê sua filha na escada de incêndio do seu prédio, vestida de borboleta Nenhuma arestamento (ou prisão), pois a morte foi dada como acidental, embora a mãe vá para um hospital psiquiátrico. - Música do Início: "Sleep", de Azure Ray - Música Final: "Heaven (Candlelight Mix)", de DJ Sammy. |                                                                    |                         |                     |                  |
| 9 | "Querida Sherry" "Sherry Darlin"                                   | 7 de dezembro de 2003   | 30 de março de 2010 | 113              |
| Lilly recebe um telefonema criptografado anônimo de uma homem que diz ser o assassino de sua avó. 1989, vinte e dois de setembro, Kristal Hogan é assassinada e o caso é arquivado. Lilly reabre o caso e nos telefonemas que vem recebendo, conversa com James (o neto da vítima), um rapaz frustrado e que não teve sucesso na vida. Através de James, Rush descobre que ele está sendo manipulado pelo verdadeiro assassino. - Músicas tocadas: - "Lovesong" - The Cure - "She Drives Me Crazy" - Fine Young Cannibals - "Don't Dream It's Over" - Crowded House - "The End of the Innocence" - Don Henley and Bruce Hornsby Dentro da sala de interrogatório a vítima olha para o seu neto que está falando com a polícia, ele levanta a cabeça e vê sua avô e sente vergonha. - Música do Início: "Lovesong" - The Cure - Música Final: "The End of the Innocence" - Don Henley e Bruce Hornsby |                                                                    |                         |                     |                  |
| 10 | "A Carona" "The Hitchhiker"                                        | 21 de dezembro de 2003  | 31 de março de 2010 | 103              |
| Lilly reabre o caso de um garoto de 20 anos assassinado quando pegava carona de Atlantic City para sua casa. 1997, oito de junho, Matt, foi baleado e roubado mas não encontraram o assassino. Agora surge um caso parecido, e Rush acha ser um assassino em série, provavelmente caminhoneiro. Mas com o desenrolar das investigações os detetives descobrem que a morte de Matt foi um ato de vingança. - Músicas tocadas: - "Walkin' on the Sun" - Smash Mouth - "Closer" - Nine Inch Nails - "Two Step" - Dave Matthews Band - "I Believe" - Blessid Union Of Souls O assassino vê sua vítima como um adolescente e como um adulto quando está sendo levado preso, a primeira desta série. - Música do Início: "Walking on the Sun", de Smash Mouth - Música Final: "I Believe", de Blessid Union of Souls. |                                                                    |                         |                     |                  |
| 11 | "Arrogância" "Hubris"                                              | 11 de janeiro de 2004   | 2 de abril de 2010  | 110              |
| Ex-professor de faculdade, Roy Minard, procura o departamento de homicídios para ajudá-lo a ter de volta seu sucesso profissional, já que ele foi o principal suspeito do assassinato de uma aluna há 8 anos... Rush reabre o caso de Holly Richardson, 21 anos, assassinada a golpes de uma antena de carro e estrangulada em 11 de maio de 1995. As diversas testemunhas da época tem coisas novas a revelar. - Músicas tocadas: - "Wonderful" - Adam Ant - "Stay" - Lisa Loeb - "Don't Look Back in Anger" - Oasis Lilly vê a primeira vítima do assassino quando esta levando ele preso. A segunda vítima nunca foi vista. - Música do Início: : "Wonderful", de Adam Ant - Música Final: "Don't Look Back In Anger", de Oasis. |                                                                    |                         |                     |                  |
| 12 | "Color" "Glued"                                                    | 18 de janeiro de 2004   | 5 de abril de 2010  | 117              |
| O Ten. Stillman participou de um investigação há 24 anos que atormentou a vida de muita gente, principalmente porque não foi solucionado. Agora ele pede a Rush que tente resolver a questão. Ela então reabre o caso de Tim Barnes, um garoto de oito anos, que morreu de hipotermia após ser golpeado e desmaiar, em vinte e dois de janeiro de 1980. O culpado pode ser quem mais se mostrou cooperativo. - Músicas tocadas: - "Running on Empty" - Jackson Browne - "Logical Song" - Supertramp - "Slip Sliding Away" - Paul Simon - "Follow You, Follow Me" - Genesis Chefe Stillman que era o emcaregado de investigador o crime na época, vê a vítima no coredor do departamento de policia. - Música do Início: : Running on Empty", de Jackson Browne - Música Final: "Follow You, Follow Me", de Genesis. |                                                                    |                         |                     |                  |
| 13 | "A Carta" "The Letter"                                             | 25 de janeiro de 2004   | 6 de abril de 2010  | 111              |
| Rush trabalha agora em um de seus casos mais antigos, junto com Sarah Tucker, uma mulher que hoje tem 40 anos e é neta de Sadie Douglas, uma negra que foi assassinada em 1939. Sarah entrega a Rush algumas cartas que Sadie escreveu para a mãe dela e que de alguma forma, parecem comprometer um leiteiro. - Músicas tocadas: - "Stars Fell on Alabama" - Louis Armstrong and Ella Fitzgerald - "Blue Moon" - Billie Holliday Lilly vê a vitima no corredor do setor de arquivos de crimes resolvidos. - Música inicial:"Stars Fell on Alabama" - Louis Armstrong and Ella Fitzgerald - Música final:"Blue Moon" - Billie Holliday |                                                                    |                         |                     |                  |
| 14 | "O Menino da Caixa" "The Boy in the Box"                           | 15 de fevereiro de 2004 | 7 de abril de 2010  | 112              |
| Rush e Valens reabrem um caso de assassinato não resolvido, o caso de um garoto de 6 anos de idade chamado Arnold Collier, que morreu num terreno baldio em 1958. O antigo orfanato onde Arnold viveu foi transformado em um externato. Os dois detetives conversam com várias freiras que ainda trabalham no local. A dupla termina por descobrir que uma das freiras era a mãe do menino, e de que a morte dele foi um acidente causado pelo tratamento contra a raiva ao qual foi submetido. - Músicas tocadas: - "All I Have to do is Dream (Dream, dream)" - The Everly Brothers - "Catch A Falling Star" - Perry Como - "Poor Little Fool" - Ricky Nelson - "Lonesome Town" - Ricky Nelson - "Walkin' After Midnight" - Patsy Cline - "You're the Nearest Thing to Heaven" - Johnny Cash (OR: "Oh What A Dream" - Johnny Cash) - "Sweeter Than You" - Ricky Nelson Lilly vai no enterro da vitima que é um garoto ele esta perto de uma arvore com a sua fantasia de cowboy. A mão do rapaz e a irmã adotiva o veem no rodeio favorito dele. - Música inicial:"All I Have to do is Dream (Dream, dream)" - The Everly Brothers - Música final:"Sweeter Than You" - Ricky Nelson |                                                                    |                         |                     |                  |
| 15 | "Inferno na Discoteca" "Disco Inferno"                             | 22 de fevereiro de 2004 | 8 de abril de 2010  | 115              |
| Em 1978, uma discoteca foi destruída por um incêndio e 23 pessoas morreram na tragédia. Recentemente, partes de um corpo foram encontradas enterradas no terreno da antiga discoteca, exatamente onde antes existia uma sala VIP. A vítima morreu por um tiro que a atingiu na cabeça. Rush e Valens não acreditam que as labaredas mataram a vítima. O mais provável é que o fogo tenha sido ateado com a intenção de ocultar este assassinato. é descoberto que o filho do proprietário tentou atacar a vitima, um dançarino prestes a ganhar o campeonato, a pedido de uma concorrente, mas terminou por mata-lo após ser insultado. - Músicas tocadas: - "Disco Inferno" - The Trampps - "I Will Survive" - Gloria Gaynor - "After The Love Is Gone" - Earth, Wind, and Fire - "Dancing Queen" - ABBA - "I Love The Night Life" - Alicia Bridges - "Stayin' Alive" - Bee Gees - "Le Freak" - Chic - "Last Dance" - Donna Summer Lilly está dançando com o seu namorado na discoteca e vê a vitima no meio da escadaria dançando e depois dançando com uma garota no meio do salão ela olha para ele da um sorriso. - Música inicial:"Disco Inferno" - The Trampps - Música final:"Last Dance" - Donna Summer |                                                                    |                         |                     |                  |
| 16 | "Voluntários" "Volunteers"                                         | 7 de março de 2004      | 9 de abril de 2010  | 106              |
| Restos de cadáveres foram encontrados durante uma escavação de um terreno para construção de um novo edifício, levando Rush e Valens a investigar o caso da morte de um casal. O casal desapareceu em 1969 e tinha aproximadamente uns 20 anos de idade. Depois de identificá-los como Gerard e Julia os detetives se aprofundam nas investigações sobre a vida do casal, e descobrem que os dois eram ativistas que se opunham as regras da sociedade em 1960 quando desapareceram. A dupla também era voluntaria em um serviço clandestino de aborto, descobriu o assassino por conta da voluntária Danny Scountry e ela era da comunidade e que quase foi drogada por uma seringa que as vítimas usaram e nem sabiam do próprio veneno que tinha e ela fugiu, durante uma das "entregas" eles perceberam que o líder da comunidade hippie estava espionando para o FBI, quando ameaçaram denuncia-lo ele os matou, Danny encontra o casal morto e os enterra e joga o carro deles no rio e nunca contou o que aconteceu por ter medo de ser denunciada e o assassino foi descoberto quando ela acusa o líder da comunidade que o prende. - Músicas tocadas: - "Volunteers" - Jefferson Airplane - "Somebody to Love" - Jefferson Airplane - "Mercy Mercy Me" - Marvin Gaye - "Say it Loud" (Black is Proud) - James Brown - "Love is All Around" - The Troggs - "White Rabbit" - Jefferson Airplane - "I Shall Be Released" - Joe Cocker - "Whiter Shade of Pale" - Procol Harem - "Let's Get Together" - The Youngbloods Lilly quando está colocando o assassino dentro do carro da polícia e Danny está perto dela e elas vê as vitimas do outro lado da rua sorrindo para elas e Danny corre e abraça eles e pede perdão e a imagem deles somem e Lily a consola. - Música inicial: "Volunteers" - Jefferson Airplane - Música final:"Let's Get Together" - The Youngbloods |                                                                    |                         |                     |                  |
| 17 | "A Alma Perdida de Herman Lester" "The Lost Soul of Herman Lester" | 14 de março de 2004     | 12 de abril de 2010 | 118              |
| Stillman pede a Rush e a Valens para reabrir um caso que aconteceu em 1987. É um caso de um astro do basquete da Filadélfia chamado Herman Lester, que foi esfaqueado e morto poucas horas depois de fazer com que seu time conseguisse ganhar o campeonato estadual quando filho de Lester, também um astro, começa a receber ameaças. O culpado é o pai de um dos jogadores que não queria se afastar do filho (porque o esporte era a unica coisa em comum entre eles) quando percebe que este iria sair do time devido a uma briga com Lester. - Músicas tocadas: - "Walk this Way" - Aerosmith & Run D.M.C - "Word Up" - Cameo - "Big Time" - Peter Gabriel - "Push It" - Salt´n´Pepa - "Walk Like a Man" - Bruce Springsteen Após o desfecho, o filho da vitima olha para o alto da quadra e vê o quadro com a camisa que seu pai vestia pelo time, quando a câmera volta não e mais o filho é sim o pai que esta olhando ele para e olha para a Lilly e aponta como num sinal de agradecimento. - Música inicial:"Walk this Way" - Aerosmith & Run D.M.C - Música final:"Walk Like a Man" - Bruce Springsteen |                                                                    |                         |                     |                  |
| 18 | "Decisão de Ano Novo" "Resolutions"                                | 28 de março de 2004     | 13 de abril de 2010 | 121              |
| Rush e Valens investigam um caso que trata da morte de Craig Cardiff. Ele morreu num acidente de carro na véspera de Ano Novo de 1999. O responsável fugiu do local do atropelamento. Rush é apresentada a Tami Franklin, uma alcoólatra em recuperação, que agora admite te tido uma temporária perda de consciência quando dirigia naquela noite em que Cardiff morreu. O verdadeiro assassino era melhor amigo da vitima, mas resolveu envenená-lo para tomar a esposa dele. Quando descoberto, ele se mata, embora Franklin seja preso pelo atropelamento. - Músicas tocadas: - "Save Tonight" - Eagle Eye Cherry - "Never Let You Go" - Third Eye Blind - "She's So High" - Tal Bachman - "Steal My Sunshine" - Len - "End of the World (As We Know It) - R.E.M. - "No Scrubs" - TLC - "Hands" - Jewel - Música inicial:"Save Tonight" - Eagle Eye Cherry - Música final: "Hands" - Jewel |                                                                    |                         |                     |                  |
| 19 | "Voto do Passado" "Late Returns"                                   | 4 de abril de 2004      | 14 de abril de 2010 | 119              |
| Um recente caso de assassinato leva Rush e Valens a reabrir um caso não resolvido que aconteceu em 1992, com uma jovem chamada Vanessa Prosser, morta depois de sair de um evento político numa noite de eleição. Os detetives tentam encontrar uma conexão entre a morte de Vanessa em 1992 e a atual vítima de homicídio, P.J. Prosser. A autópsia revela que o homem era o pai biológico de Vanessa. O assassino de Vanessa é como o senador com quem ela teve um caso, mas ele não é preso porque a irmã dele assume toda a responsabilidade - Músicas tocadas: - "Don't Stop" - Fleetwood Mac - "Dreams" - The Cranberries - "Hey Jealousy" - The Gin Blossoms - "What's Going On" - 4 Non Blondes - "Can't Do a Thing (To Stop Me)" - Chris Isaak - "Ordinary World" - Duran Duran - Música inicial:"Don't Stop" - Fleetwood Mac - Música final:"Ordinary World" - Duran Duran |                                                                    |                         |                     |                  |
| 20 | "Ganância" "Greed"                                                 | 18 de abril de 2004     | 15 de abril de 2010 | 116              |
| Rush e Valens reabrem um caso de assassinato que aconteceu em 1985. A vítima foi Charles Danville, um rico corretor que foi morto durante um possível roubo de carro mal sucedido. Danville é descoberto como um trapaceiro que tramou a fundação de uma empresa fantasma para roubar milhares de dólares e teve casos homossexuais com seus assistentes, a mãe de um deles descobre a verdade e o mata. - Músicas tocadas: - "Karma Chameleon" - Culture Club - "Everybody Wants to Rule The World" - Tears for Fears - "Lay Your Hands On Me" - Thompson Twins - "Sharp-Dressed Man" - ZZ Top - "Dirty Laundry" - Don Henley - "All Through the Night" - Cyndi Lauper - Música inicial: "Karma Chameleon" - Culture Club - Música final:"All Through the Night" - Cyndi Lauper |                                                                    |                         |                     |                  |
| 21 | "Instintos Maternal" "Maternal Instincts"                          | 25 de abril de 2004     | 16 de abril de 2010 | 120              |
| Uma psicóloga indicada pelo tribunal se aproxima de Rush para que ela ajude um dos seus clientes, Sean, um problemático adolescente de 17 anos que tem vivido em lares adotivos desde que testemunhou a morte de sua mãe Rebecca há 14 anos. O garoto recentemente tem sofrido intensos pesadelos sobre o incidente e a psiquiatra pede para Lily reabrir o caso para finalmente dar um desfecho para Sean. - Músicas tocadas: - "Closer To Fine" - Indigo Girls - "Free Falling" - Tom Petty - "Every Rose Has It's Thorn" - Poison - "Love In an Elevator" - Aerosmith - "Listen To Your Heart" - Roxette - "Sowing The Seeds of Love" - Tears For Fears - "Eternal Flame" - The Bangles No início do episódio, Lilly está olhando o jovem delinquente e vê um garotinho desprotegido, após o desfecho do episódio, ela está conversando com a sua amiga assistente social, o jovem passa por elas e vai direto para a sua verdadeira família e Lilly olha para o lado e vê a vítima olhando para todos. - Música inicial:"Closer To Fine" - Indigo Girls - Música final:"Eternal Flame" - The Bangles |                                                                    |                         |                     |                  |
| 22 | "O Plano" "The Plan"                                               | 2 de maio de 2004       | 19 de abril de 2010 | 120              |
| A equipe recebe uma carta anônima informando que a morte acidental de um respeitado treinador de natação numa academia militar em 1999 foi resultado de um plano cuidadosamente orquestrado. O treinador era pedófilo e abusava do time diariamente, três das vitimas pensam tê-lo matado e se entregam. Mas o verdadeiro culpado era o jovem assistente do treinador que confessa quando descobre também ter atração por crianças. - Músicas tocadas: - "Machine Head" - Bush - "Outside" - Staind - "Writing To Reach You" - Travis - "Long Way Down" - Peg - "Last Resort" - Papa Roach - "Wise Up" - Aimee Man Lilly após resolver o caso, vai até a academia militar e vê a imagem da vitima na piscina. - Música inicial:"Machine Head" - Bush - Música final:"Wise Up" - Aimee Man |                                                                    |                         |                     |                  |
| 23 | "Namorados" "Lover's Lane"                                         | 23 de maio de 2004      | 20 de abril de 2010 | 120              |
| Quando evidências de DNA revelam que o homem errado foi preso em 1986 pela morte de Eve Kendall, uma jovem de 15 anos, Rush e Valens reabrem o caso e descobrem que a adolescente era o objeto de desejo de muitos homens. Um dos colegas de Eve costumava trazer garotas para serem abusadas pelo pai, quando chega a vez dela a garota conseguiu se salvar mas desperta a ira do homem, que junto ao filho a atacou e matou. - Músicas tocadas: - "And We Danced" - Hooters - "Mad About You" - Belinda Carlisle - "Love Somebody" - Rick Springfield - "Maniac" - Michael Sembello - "Safety Dance" - Men Without Hats - "Pretty In Pink" - Psychedelic Furs - "The Ghost in You" - Psychedelic Furs - "Leather and Lace" - Stevie Nicks Após o desfecho, o namorado da vítima volta para o parque onde ficava com ela e a vê perto do lago e ela olha para ele e acena e sorri e ele faz o mesmo. O namorado da vítima se interessa por Rush e os dois se beijam. - Música inicial:"And We Danced" - Hooters - Música final:"Leather and Lace" - Stevie Nicks |                                                                    |                         |                     |                  |